# Vintage V100MRPGM Lemon Drop
Die Vintage V100MRPGM Lemon Drop ist ein E-Gitarren-Modell der Musikinstrumenten-Marke Vintage. Dieses serienmäßig hergestellte Modell ahmt ein legendäres Exemplar des Typs Gibson Les Paul nach, das der Gitarrist Peter Green in der Rockband Fleetwood Mac gespielt hatte, und das in Fachkreisen wegen seiner besonderen Klangeigenschaften gerühmt wird.

## Allgemeines
Bei der Entwicklung der Vintage Lemon Drop ließ sich der britische E-Gitarren-Spezialist Trevor Wilkinson von jener legendären Gibson Les Paul Standard von 1959 inspirieren, die der Fleetwood-Mac-Gitarrist Peter Green in den 1960er-Jahren gespielt und das dieser Anfang der 1970er-Jahre dem Gitarristen Gary Moore geschenkt hatte. Konstruktion, Ausstattung und Gestaltung des Vintage-Gitarrenmodells entsprechen weitgehend der des Vorbilds.
Die Besonderheit der Vintage Lemon Drop besteht in der Art ihrer Ausstattung mit Tonabnehmern. Der halsseitige der beiden doppelspuligen Tonabnehmer, beide Wilkinson® MWVC-Humbucker, wurde wie beim Vorbild um 180° um die vertikale Achse gedreht eingebaut. Zusätzlich wurde, wie beim Original, der Magnet im Halstonabnehmer umgekehrt verbaut, sodass bei der Mittelstellung des dreistufigen Tonabnehmer-Wahlschalters (beide Tonabnehmer sind aktiviert) durch die entstehende umgekehrte Polarität des Tonabnehmers in der Halsposition die charakteristische Out-Of-Phase-Schaltung des Vorbildes einsetzen und so einen besonderen Klang erzielen kann.
Der Mahagoni-Korpus des Gitarrenmodells wird durch eine gewölbte Decke aus Ahornholz mit geflammtem Ahorn-Furnier verziert. Auch die Lackierung der Instrumentendecke in einem goldgelben Farbton ist der des Vorbilds nachempfunden. Der Mahagoni-Hals trägt zu einem warmen und vollen Klang der Gitarre mit lang ausschwingendem Ton (Sustain) bei.
Die Gitarre wird in Vietnam gefertigt.